# منير لاروسي
منير لاروسي (بالإنجليزية: Mounir Laroussi)‏ هو عالم أمريكي-تونسي. ويعرف بأعماله في علم البلازما، وبالأخص البلازما تحت درجات الحرارة المنخفضة وتطبيقاتها الحيوية والطبية.

## سيرته

### نشأته
وُلد في صفاقس، تونس، وترعرع فيها، وهو ابن حبيب لاروسي ومنانة جلول. وهو الابن الأوسط من بين ثلاثة أشقاء.

### تعليمه
التحق لاروسي بمدرسة ألكسندر دوما الابتدائية، ثم استكمل تعليمه الأساسي في ليسيه صفاقس الفني (Les Anciens Du Lycée Technique Sfax). ثم حصل على درجة الهندسة (المكافئة للبكالريوس) من مدرسة المهندسين القومية في صفاقس (ENIS)، وأتم رسالة الماجستير المكافئة عام 1981 في (ENSERB) في بوردو، فرنسا. وفي عام 1998، نال درجة الدكتوراه في الهندسة الكهربية من جامعة تينيسي.
وفي عام 1995، انضوى لاروسي إلى فريق معمل أبحاث الميكروويف والبلازما في جامعة تينيسي كأستاذ مساعد. وفي عام 1998، عُين أستاذًا مشاركًا في مركز الأبحاث التطبيقية في جامعة أولد دومنيون. وفي عام 2003، صار أستاذًا مشاركًا في قسم الهندسة الكهربية والحاسوب في ذات الجامعة، وترقى أخيرًا إلى درجة أستاذ عام 2008. وهو يعمل حاليًا كأستاذ في قسم الهندسة الكهربية والحاسوب، وكرئيس معهد هندسة البلازما والليزر التابع لجامعة أولد دومنيون.

### حياته المهنية والأكاديمية
واختص لاروسي في أبحاثه بمجال فيزياء الإلكترونيات، حيث تتركز أعماله حول تطبيقات تفريغ الشحنات الغازية. ومن بين تلك التطبيقات هي: تخليق بلازما «باردة» كبيرة الحجم، وتفاعل الموجات الميكروية مع البلازما، وتطبيقات البلازما الباردة في مجال الطب الحيوي، وهو اختصاص يعرف بـ«طب البلازما». وفي هذا المجال نشر لاروسي مقالات غزيرة عن تفاعل البلازما الباردة مع الخلايا الحيوية. فقد وُجد في الأبحاث الطبية أن البلازما الباردة من شأنها أن تعطل البكتيريا والبروتينات التي تساعدها على التكاثر، ومن الممكن توظيفها في علاج الجروح، وتدمير بعض الخلايا السرطانية، إلى جانب دورها الفعال في عدة علاجات طبية أخرى. وكتقدير لإسهامات لاروسي في الأبحاث الطبية الحيوية عن البلازما، فقد منحه معهد مهندسي الكهربا والإلكترونيات (IEEE) منصب عضو زميل.
ومن أشهر اختراعات لاروسي المعروفة هو قلم البلازما. وبوسع هذا الجهاز أن يولد سحابة طويلة أو تيار نفاث من البلازما الباردة، والتي قد تستخدم في عدة تطبيقات طبية وحيوية، ومن بينها طب الأسنان. وقد حاز قلم البلازما هذا على شهرة عظيمة، وعلى تغطية إعلامية واسعة، فقد ذُكر هذا الجهاز على صفحات مجلة ناشونال جيوجرافيك (إصدار فبراير 2006) وغيرها من الصحف الكبرى، وكذلك تناولته قناة ABC للأخبار. وقد ظهر أيضًا على برامج العلوم والتكنولوجيا المشهورة، ومن بينها قناة التاريخ التلفزيونية (History Channel)، وقناة «Smithsonian Channel».
وقد شغل لاروسي منصب عضو منتخب في المجلس الإداري (2002-2005)، وكذلك المجلس التنفيذي لعلم البلازما وتطبيقاتها (2005-2007)، وكلاهما تابعان إلى جمعية الـ«IEEE» العلوم النووية وعلم البلازما (NPSS). وكذلك عُين محررًا شرفيًا في دورية وقائع علم البلازما (التابعة للـIEEE)، ودورية عمليات البلازما والبوليمرات (التابعة إلى Wiley-VCH). وفي الوقت الراهن، يشغل لاروسي منصب محاضر مميز في جمعية الـ«IEEE-NPSS».

## جوائز ومنح
- ميدالية الألفية من الـ«IEEE»، 2000.
- جائزة الامتياز في الأبحاث من جامعة أولد دومنيون، مايو 2005.
- جائزة الامتياز في التدريس من قسم الهندسة الكهربية والحاسوب، جامعة أولد دومنيون، يونيو 2006.
- جائزة الامتياز في الابتكار من منظمة «HRIC»، مايو 2006.
- جائزة الإنجازات البحثية، جامعة أولد دومنيون، مايو 2009.
- جائزة الإنجاز من المجتمع الدولي لطب البلازما، سبتمبر 2010.[7]

## حياته الشخصية
وإلى جانب أعماله الأكاديمية واختراعاته، يقضي لاروسي وقت فراغه في كتابة قصص قصيرة وفي لعب كرة القدم، فهو من مشجعيها. وهو يتحدث كلًا من العربية، والفرنسية، والإنجليزية بطلاقة.